# Lumen fidei
Lumen fidei (latin pour « lumière de la foi ») est une encyclique du pape François s'appuyant sur les travaux préparatoires menés par son prédécesseur Benoît XVI. Elle porte sur la foi, une des trois vertus théologales, et s'inscrit dans le contexte de l'année de la foi.

## Présentation générale
La première encyclique du pape François intitulée Lumen fidei (la lumière de la foi) est présentée le 5 juillet 2013. Cette encyclique est le fruit d'un travail largement entamé sous le pontificat de Benoît XVI. Publiée au cours de l'Année de la foi, elle forme avec les encycliques de Benoît XVI Deus caritas est et Spe salvi une trilogie sur les vertus théologales (charité, espérance et foi).
Le texte du pape François cherche à démontrer le caractère lumineux de la foi qui se construit dans l'être humain et l'aide à distinguer le Bien du Mal. Il retrace l'histoire de la foi de l'Église depuis l'appel de Dieu à Abraham et au peuple d'Israël jusqu'à la résurrection du Christ. Puis il décrit la relation entre foi et raison, le rôle de l'Église dans la transmission de la foi et les bénéfices de celle-ci dans des sociétés en recherche du bien commun. Le texte se conclut sur une prière à la Vierge Marie, présentée comme un modèle de foi.

## Contenu

### Chapitre 1: Nous avons cru en l'amour (cf. 1 Jn 4, 16)
Dieu qui appelle les hommes n'est pas un Dieu étrange mais un Dieu paternel, source de bonté et cause de tout. Se tourner vers Dieu garantit l'homme de l'idolâtrie et lui assure une stabilité dans la foi. L'idolâtrie est contraire à la foi car elle égare l'homme sur des chemins et des désirs multiples.
À travers la foi, l'homme est capable d'amour qui est l'action de l'Esprit saint. Il devient aussi membre du Corps mystique du Christ, c'est-à-dire membre de l’Église en tant que communauté de croyants. Les chrétiens sont un seul corps sans perdre pour autant leur individualité. C'est pourquoi la foi ne peut pas être quelque chose de privé ni une conception individuelle et subjective.